# Wilhelm Heinrich von Thulemeyer
Wilhelm Heinrich von Thulemeyer ou Thulemeier, né le 6 janvier 1683 à Minden et mort le 4 août 1740 à Berlin, est un homme politique prussien. 
Il a été ministre de la Justice, ministre d'État et ministre de la Guerre. 

## Biographie
Issu d'une famille résidant à l'origine dans la Principauté de Lippe vers 1560, qui apparaît pour la première fois dans les registres avec le conseiller de Horn Gadecke Thulemeier († 1563), il est le fils d'un secrétaire des impôts, plus tard directeur de la chambre de guerre et de domaine (de) à Minden.
En 1711, Thulemeyer commence sa carrière dans la fonction publique prussienne en tant que secrétaire secret de son oncle, Heinrich Rüdiger von Ilgen à la chancellerie royale d'État. Il s'occupe de l'éducation d'un comte de Lippe-Schaumburg. Thulemeyer devient conseiller privé et secrétaire d'État prussien et prend en charge la supervision des archives d'État et du cabinet ainsi que la censure des journaux berlinois. À partir de 1719, il est ministre prussien de la Justice ; à ce titre, Thulemeyer est élevé à la noblesse prussienne en décembre 1728. En 1731 il est nommé Ministre prussien d'État et de Guerre. De 1733 jusqu'à sa mort, il est l'un des directeurs du Lycée de Joachimsthal. Pendant ce temps, la famille vit dans une maison sur Friedrichswerder, à Ober-Wallstrasse.
Thulemeyer, Kaspar Wilhelm von Borcke (de) et Friedrich Ernst zu Innhausen und Knyphausen (de) s'occupent d'un candidat au mariage pour Wilhelmine de Prusse en 1729. Sa mère s'efforce de se rapprocher de la famille royale anglo-hanovrienne et organise les fiançailles de Wilhelmine avec son neveu Friedrich Ludwig von Hannover, tandis que son père, fidèle à l'empereur, préfère un rapprochement avec la maison de Habsbourg. La tentative échoue et Wilhelmina épouse Friedrich III, Margrave de Bayreuth.
Thulemeyer  se marie avec Ernestine Schilden (* 1705/1706) de Hanovre. Ernestine Rosine Schilden (de), avec ses trois frères, a été élevée à la noblesse impériale et héréditaire autrichienne et à la chevalerie en 1738 à Laxenbourg près de Vienne. Elle est devient veuve à l'âge de 34 ans lorsque son mari meurt subitement. De ce mariage sont issus Eleonore Friderique et le futur ambassadeur de Prusse à La Haye et ministre de la Justice Friedrich Wilhelm von Thulemeyer (de) (1735–1811), filleul de Friedrich Wilhelm Ier de Prusse.